# Julian Fontana
Julian Fontana ou Jules Fontana, né le 31 juillet 1810 à Varsovie et mort le 23 décembre 1869, est un pianiste et compositeur polonais, ami de Frédéric Chopin, et par ailleurs traducteur, juriste, entrepreneur et éditeur. À partir de 1836-1837, il assiste Chopin dans ses relations avec les éditeurs de musique, et après le mort de son ami en 1849 il deviendra son exécuteur musical, faisant publier ses numéros d'opus posthumes.

## Biographie
Issu d'une famille italienne installée en Pologne au XVIIIe siècle, il est élève du lycée de Varsovie, où enseigne Nicolas Chopin, puis étudie le droit à l'université de Varsovie, tout en suivant les cours de Joseph Elsner au Conservatoire, en même temps que Frédéric Chopin. 
Il quitte le royaume de Pologne après l'échec de l'insurrection de 1830-1831, à laquelle il a participé, et s'installe successivement à Hambourg, à Paris (1832), à Londres (1833-1835), à Paris (1835-1844), à Cuba et aux États-Unis (1844-1851), puis de nouveau à Paris jusqu'à sa mort. 
Durant les années 1835-1841, il est proche de Chopin ; pendant que celui-ci est à Majorque avec George Sand (1838-1839), Julian Fontana assure les relations avec les éditeurs de musique. Par la suite, Chopin l'introduit dans le salon de George Sand à qui Fontana dédie plusieurs de ses œuvres. Chopin dédie notamment à Fontana les Polonaises op. 40.
Après la mort de son ami, Fontana classe, révise et fait publier certaines œuvres de Chopin restées inédites, regroupées dans les opus posthumes 66 à 74. On y trouve notamment la Fantaisie-Impromptu et la Valse « de l'adieu ».
Il se marie à New York en 1850 avec Camila Dalcourt, veuve Tennant, rencontrée en 1844 à La Havane. Ce mariage sera de courte durée car Camila meurt de pneumonie en 1855. En 1860, Louis Moreau Gottschalk, rencontré quelques années auparavant à Cuba, dédie plusieurs de ses œuvres à Fontana.
Dans les années 1860, en parallèle de sa carrière musicale vacillante du fait d'une surdité progressive, il fait paraître plusieurs livres originaux en polonais, dont notamment une traduction de Don Quichotte, un livre d'astronomie populaire et un traité d'orthographe du polonais.
Devenu sourd et très appauvri, il se suicide dans son logement du 17e arrondissement de Paris la nuit précédant le réveillon de Noël 1869, en s'intoxicant au monoxyde de carbone. Il est inhumé au cimetière de Montmartre dans un tombeau collectif d'exilés polonais, sous le nom de « Jules Fontana ».